# Liste der denkmalgeschützten Objekte in Lech (Vorarlberg)
Die Liste der denkmalgeschützten Objekte in Lech enthält die 23 denkmalgeschützten, unbeweglichen Objekte der Gemeinde Lech im Bezirk Bludenz.

## Denkmäler
| Foto |                 | Denkmal                                                                           | Standort                            | Beschreibung | Metadaten |
| ---- | --------------- | --------------------------------------------------------------------------------- | ----------------------------------- | --- | --- |
| ja   | Datei hochladen | Expositurkirche hl. Martin HERIS-ID: 74509 Objekt-ID: 87916                       | bei Bürstegg 11 Standort KG: Lech   | Die Kirche mit einem Turm samt Helm steht nordöstlich von Lech in 1710 m Höhe und wurde im Jahr 1695 erbaut. Aus dem gleichen Jahr stammen auch der Altaraufbau und die Kanzel im Innenraum. | BDA-Hist.: Q38135076 Status: § 2a Stand der BDA-Liste: 2025-06-30 Name: Expositurkirche hl. Martin GstNr.: .215 Saint Martin Church (Bürstegg)                               |
| ja   | Datei hochladen | Alte Volksschule HERIS-ID: 74511 Objekt-ID: 87918                                 | Dorf 16 Standort KG: Lech           | Die Malereien an der Fassade der ehemaligen Volksschule zeigen die Erbauung von Lech durch die Walser um das Jahr 1400. | BDA-Hist.: Q38135100 Status: § 2a Stand der BDA-Liste: 2025-06-30 Name: Alte Volksschule GstNr.: 942                                                                         |
| ja   | Datei hochladen | Bauernhaus, Heimatmuseum, Huber-Haus HERIS-ID: 33508 Objekt-ID: 31088             | Dorf 26 Standort KG: Lech           | Das Huber-Haus war bis ins Jahr 2000 bewohnt, dann wurde es von der Gemeinde als Museum adaptiert. Das für den Bau verwendete Holz wurde auf 1590 datiert. | BDA-Hist.: Q1954446 Status: Bescheid Stand der BDA-Liste: 2025-06-30 Name: Bauernhaus, Heimatmuseum, Huber-Haus GstNr.: .15/1 Museum Huber-Haus in Lech (Vorarlberg)         |
| ja   | Datei hochladen | Stall, Mesmerställi HERIS-ID: 74512 Objekt-ID: 87919                              | Dorf 76S Standort KG: Lech          | Der sogenannte Mesmerstall (‚Mesmerställi‘) gehörte lange Zeit zur Pfründe der Pfarre Lech und diente als Stall des Mesmerhauses. Das erste Stallgebäude an dieser Stelle wird auf 1378 datiert. Anfang des 21. Jahrhunderts wurde der Bau renoviert und fand als Gemeindestall Verwendung.                                            | BDA-Hist.: Q38135114 Status: § 2a Stand der BDA-Liste: 2025-06-30 Name: Stall, Mesmerställi GstNr.: 941                                                                      |
| ja   | Datei hochladen | Schulzentrum und Neue Pfarrkirche HERIS-ID: 74523 Objekt-ID: 87931                | Dorf 396 Standort KG: Lech          | Volks- und Hauptschule, das Gemeindeamt sowie die Neue Pfarrkirche wurden 1974 bis 1976 ringförmig um den alten Friedhof angelegt. Im Inneren der Kirche mit ihrem zum Altarraum absinkenden Dach steht eine gotische Figur der Maria mit Kind aus der Zeit um 1490.                                                                   | BDA-Hist.: Q38135190 Status: § 2a Stand der BDA-Liste: 2025-06-30 Name: Schulzentrum und Neue Pfarrkirche GstNr.: 942, 939 Schul- und Sozialzentrum in Lech (Vorarlberg)     |
| ja   | Datei hochladen | Wegkapelle hll. Florian und Agatha HERIS-ID: 74506 Objekt-ID: 87913               | Omesberg Standort KG: Lech          | Die Wegkapelle mit weit vorgezogenem Satteldach und Glockentürmchen wurde im 17. Jahrhundert erbaut und im Jahr 1803 renoviert. | BDA-Hist.: Q38135030 Status: § 2a Stand der BDA-Liste: 2025-06-30 Name: Flur-/Wegkapelle, hll. Florian und Agatha GstNr.: .48 Kapelle Omesberg                               |
| ja   | Datei hochladen | Denkmal für die Erbauer der Flexenstraße HERIS-ID: 74522seit 2022                 | Omesberg 171, bei Standort KG: Lech | Das am 15. Oktober 1967 von Landeshauptmann Herbert Keßler enthüllte Denkmal wurde von Emil Gehrer geschaffen. Es erinnert an Personen, die sich 70 Jahre zuvor im Zusammenhang mit dem Bau der Flexenstraße verdient gemacht hatten. Namentlich erwähnt werden auf einer Gedenktafel Sebastian Walch, Adolf Rhomberg und Paul Ilmer.  | BDA-Hist.: Q112971763 Status: Bescheid Stand der BDA-Liste: 2025-06-30 Name: Denkmal für die Erbauer der Flexenstraße GstNr.: 76/10 Denkmal für die Erbauer der Flexenstraße |
| ja   | Datei hochladen | Walser Paarhof, Gasthaus und Wirtschaftsgebäude HERIS-ID: 59532 Objekt-ID: 70891  | Schönenberg 11 Standort KG: Lech    | | BDA-Hist.: Q38087595 Status: Bescheid Stand der BDA-Liste: 2025-06-30 Name: Walser Paarhof, Gasthaus und Wirtschaftsgebäude GstNr.: .213, .214 Walser Paarhof, Bürstegg      |
| ja   | Datei hochladen | Almhütte HERIS-ID: 22494 Objekt-ID: 18827                                         | Schönenberg 12 Standort KG: Lech    | | BDA-Hist.: Q37869781 Status: Bescheid Stand der BDA-Liste: 2025-06-30 Name: Almhütte GstNr.: .216 Almhütte Schönenberg 12, Bürstegg                                          |
| ja   | Datei hochladen | Bauernhaus, Wanghaus HERIS-ID: 74496 Objekt-ID: 87903                             | Schönenberg 15 Standort KG: Lech    | Das sogenannte Wanghaus an einem alten Saumpfad außerhalb von Lech stammt aus dem 16. Jahrhundert. | BDA-Hist.: Q38134934 Status: § 2a Stand der BDA-Liste: 2025-06-30 Name: Bauernhaus, Wanghaus GstNr.: .222/1 Wang-Hus                                                         |
| ja   | Datei hochladen | Gasthaus Bodenalpe HERIS-ID: 74521seit 2024                                       | Schönenberg 18 Standort KG: Lech    | Die Betreiber des Restaurants geben als Alter des Hauses „mehr als 400 Jahre“ an. | BDA-Hist.: Q126122415 Status: Bescheid Stand der BDA-Liste: 2025-06-30 Name: Gasthaus Bodenalpe GstNr.: .207 Restaurant Bodenalpe                                            |
| ja   | Datei hochladen | Wegkapelle hl. Markus HERIS-ID: 74520 Objekt-ID: 87927                            | Stubenbach Standort KG: Lech        | Die im 17. Jahrhundert errichtete Markuskapelle ist ein solide gemauerter Bau mit rechteckigem Grundriss, Satteldach und vier Putzscheibenfenstern. | BDA-Hist.: Q28842832 Status: § 2a Stand der BDA-Liste: 2025-06-30 Name: Flur-/Wegkapelle, hl. Markus GstNr.: .245 Kapelle hl. Markus in Stubenbach                           |
| BW   | Datei hochladen | Paarhofanlage HERIS-ID: 74519seit 2023                                            | Stubenbach 27 Standort KG: Lech     | | BDA-Hist.: Q119231471 Status: Bescheid Stand der BDA-Liste: 2025-06-30 Name: Paarhofanlage GstNr.: .17/1                                                                     |
| ja   | Datei hochladen | Straßenbrücke, Tannbergbrücke HERIS-ID: 74502 Objekt-ID: 87909                    | Tannberg Standort KG: Lech          | Die holzgedeckte Brücke wurde im Jahr 1665 erbaut und 1941 erweitert. | BDA-Hist.: Q38134978 Status: § 2a Stand der BDA-Liste: 2025-06-30 Name: Straßenbrücke, Tannbergbrücke GstNr.: 68/3, 933, 888/1 Tannbergbrücke in Lech (Vorarlberg)           |
| ja   | Datei hochladen | Wegkapelle hll. Joachim und Anna HERIS-ID: 74503 Objekt-ID: 87910                 | Tannberg Standort KG: Lech          | Die quadratische Kapelle mit hohem Pyramidendach wurde ursprünglich im Stil der Gotik errichtet und im Jahr 1871 renoviert. Der Flügelaltar im Inneren stammt aus der 2. Hälfte des 17. Jahrhunderts. | BDA-Hist.: Q38135016 Status: § 2a Stand der BDA-Liste: 2025-06-30 Name: Flur-/Wegkapelle, hll. Joachim und Anna GstNr.: .79 Kapelle zu den hll. Joachim und Anna in Tannberg |
| ja   | Datei hochladen | Wegkapelle hl. Martin HERIS-ID: 74497 Objekt-ID: 87904                            | Zug Standort KG: Lech               | Die Kapelle ist ein Rechteckbau mit offenem Vorzeichen und Rundbogenöffnung zum Betraum. Die Heiligenfiguren stammen aus der 2. Hälfte des 17. Jahrhunderts. | BDA-Hist.: Q38134948 Status: § 2a Stand der BDA-Liste: 2025-06-30 Name: Flur-/Wegkapelle, hl. Martin GstNr.: .167/1 Wegkapelle hl. Martin                                    |
| ja   | Datei hochladen | Kaplanstöckl, Pfarrhöfle HERIS-ID: 74516 Objekt-ID: 87923                         | Zug 7 Standort KG: Lech             | | BDA-Hist.: Q38135148 Status: § 2a Stand der BDA-Liste: 2025-06-30 Name: Kaplanstöckl, Pfarrhöfle GstNr.: .146 Pfarrhöfle, (Lech-Zug) Nr.7                                    |
| ja   | Datei hochladen | Gasthaus, Klösterle HERIS-ID: 74498 Objekt-ID: 87905                              | Zug 27 Standort KG: Lech            | Das traufseitig erschlossene Haus in Kantholzblockbau mit gemauertem Flur-Küchen-Bereich ist unter dem Giebel mit 1649 bezeichnet. Am Mauerteil zeigt ein Fresko aus dem 17. Jahrhundert eine Kreuzgruppe. | BDA-Hist.: Q38134966 Status: § 2a Stand der BDA-Liste: 2025-06-30 Name: Gasthaus, Klösterle GstNr.: .180 Gasthaus, Klösterle in Zug 27                                       |
| ja   | Datei hochladen | Expositurkirche hl. Sebastian HERIS-ID: 74517 Objekt-ID: 87924                    | Zug Standort KG: Lech               | Die Kirche wurde um 1635 erbaut und bereits vor 1700 umgestaltet. An der Nordseite von Langhaus und Chor steht der Turm mit achteckigem Obergeschoß und Zwiebelhaube. Der Aufbau des Hochaltars stammt aus der Zeit um 1700. Weitere Figuren im Innenraum sowie der Tabernakel und ein Kruzifix entstanden im 17. und 18. Jahrhundert. | BDA-Hist.: Q38135161 Status: § 2a Stand der BDA-Liste: 2025-06-30 Name: Expositurkirche hl. Sebastian GstNr.: .145 Expositurkirche hl. Sebastian (Lech-Zug)                  |
| ja   | Datei hochladen | Bauernhaus HERIS-ID: 33567 Objekt-ID: 31171                                       | Zürs 74 Standort KG: Lech           | Die sogenannte „Schröfli Alm“, ein ehemaliges Vorsäß, stammt im Kern aus dem 17. Jahrhundert. | BDA-Hist.: Q37952751 Status: Bescheid Stand der BDA-Liste: 2025-06-30 Name: Bauernhaus GstNr.: .310/1 Schröfli Alm                                                           |
| ja   | Datei hochladen | Christkönig-Kirche HERIS-ID: 74507 Objekt-ID: 87914                               | Zürs 386 Standort KG: Lech          | 1935/36 nach Plan von Hans Feßler erbaut. Rechteckbau mit mächtigem vorspringendem Turm und seitlicher Aufgang mit Rundbau. | BDA-Hist.: Q38135043 Status: § 2a Stand der BDA-Liste: 2025-06-30 Name: Kirche, Christkönig GstNr.: .386 Christ the King Church (Zürs)                                       |
| ja   | Datei hochladen | Kath. Pfarrkirche, alte Pfarrkirche hl. Nikolaus HERIS-ID: 74510 Objekt-ID: 87917 | Standort KG: Lech                   | An der Stelle einer Kapelle wurde 1390 eine Kirche erbaut. Ende des 15. Jahrhunderts entstand eine gotische Kirche, wobei der Kirchturm erhalten blieb. 1603 wurde das Langhaus neu erbaut, wobei die gotischen Portale erhalten wurden. Die Doppelzwiebelhaube wurde 1694 aufgesetzt. 1791 wurde die Kirche stuckiert und renoviert.  | BDA-Hist.: Q23541726 Status: § 2a Stand der BDA-Liste: 2025-06-30 Name: Kath. Pfarrkirche, alte Pfarrkirche hl. Nikolaus GstNr.: 939 Pfarrkirche hl. Nikolaus in Lech        |
| ja   | Datei hochladen | Flur-/Wegkapelle, hl. Martin HERIS-ID: 74518 Objekt-ID: 87925                     | Standort KG: Lech                   | Die rechteckige, nach Norden orientierte Kapelle wurde im 17. Jahrhundert erbaut. In der Fassadennische steht eine Figur des heiligen Johannes Nepomuk aus der Mitte des 18. Jahrhunderts. Der Altaraufbau und die Figuren stammen aus dem frühen 18. Jahrhundert.                                                                     | BDA-Hist.: Q38135173 Status: § 2a Stand der BDA-Liste: 2025-06-30 Name: Flur-/Wegkapelle, hl. Martin GstNr.: 613/2 Kapelle hl. Martin am Gipsbach                            |